# Botanophila guizhouensis
Botanophila guizhouensis este o specie de muște din genul Botanophila, familia Anthomyiidae, descrisă de Wei în anul 2006. Conform Catalogue of Life specia Botanophila guizhouensis nu are subspecii cunoscute.